# Natalia Kalita
Natalia Kalita (ur. 18 lipca 1983 w Warszawie) – polska aktorka, od 2017 roku związana z TR Warszawa. Absolwentka Wydziału Aktorskiego Państwowej Wyższej Szkoły Teatralnej im. Ludwika Solskiego w Krakowie (2009).
Córka aktora Marka Kality.

## Spektakle teatralne
- Teatr Współczesny w Warszawie:
  - 2008: Zatopiona katedra jako Pani Tarczyk[4]

- Teatr Nowy w Krakowie:
  - 2008: Versus. W gęstwinie miast jako Mery[4]

- Stary Teatr im. Heleny Modrzejewskiej:
  - 2009: Starosta kaniowski jako Ministrant, Panna Młoda, Hanna oraz Żołnierz[4]

- Teatr Imka:
  - Generał[5]

- TR Warszawa:
  - 2016: Robert Robur jako Maja
  - 2016: Soundwork
  - 2016: G.E.N
  - 2018: Chinka
  - 2018: Dawid jedzie do Izraela
  - 2019: Inni ludzie jako Anecia
  - 2019: Maria Klassenberg. Ekstazy jako Aneta Klassenberg[2]

## Audycje radiowe
- 2019: Stelaż jako Pani

## Nagrody
| Rok  | Konkurs                                                     | Tytułem                                                                             | Rezultat    | Źr.   |
| ---- | ----------------------------------------------------------- | ----------------------------------------------------------------------------------- | ----------- | ----- |
| 2009 | Festiwal Szkół Teatralnych (Łódź)                           | rola Pani Tarczyckiej w przedstawieniu dyplomowym PWST w Krakowie Zatopiona katedra | Wygrana     | [ 4 ] |
| 2009 | 44. Przegląd Teatrów Małych Form “Kontrapunkt” w Szczecinie | rola w spektaklu Versus. W gęstwinie miast                                          | Wyróżnienie | [ 6 ] |